# Papuańskie Siły Powietrzne
Siły Powietrzne Papui-Nowej Gwinei są integralną częścią sił obronnych tego kraju. Siłę bojową stanowi 12 samolotów, które stacjonują w międzynarodowym porcie lotniczym w stolicy kraju – Port Moresby. Transport obsługują samoloty Douglas C-47 Skytrain, a także 4 samoloty typu GAF Nomad Mission Master posiadające radary poszukiwawcze, dzięki czemu służą jako samoloty ratowniczo-patrolowe i 3 sztuki IAI Arava wykonujące zadania transportowo-patrolowe na granicy z Indonezją. Oprócz sił myśliwskich Papua-Nowa Gwinea posiada wielozadaniowe śmigłowce Bell UH-1 Huey.